# 1. Lig 1992/93
Die 1. Lig 1992/93 war die 35. Spielzeit der höchsten türkischen Spielklasse im Männer-Fußball. Sie startete am 23. August 1992 mit dem 1. Spieltag und endete am 30. Mai 1993 mit dem letzten Spieltag. Vom 20. Dezember 1992 bis 23. Januar 1993 wurde die Saison durch die Winterpause unterbrochen. Erster der Saison 1992/93 wurde Galatasaray Istanbul unter der Leitung von Karl-Heinz Feldkamp. Die Mannschaft holte in dieser Spielzeit auch den Türkischen Pokal und sicherte sich dadurch den dritten türkischen Double-Sieg der Vereinsgeschichte. In Feldkamps Meistermannschaft befanden sich die drei deutschen Spieler Falko Götz, Torsten Gütschow und Reinhard Stumpf.
Der Aufsteiger Kocaelispor avancierte zur Überraschungsmannschaft der Saison. Erst überwinterte der Verein die Winterpause als Herbstmeister und beendete die Saison auf dem 4. Tabellenplatz. Dadurch wurde die beste Erstligaplatzierung der Vereinsgeschichte erreicht und die Grundsteine jener Mannschaft gelegt, die in den zehn Jahren im türkischen Fußball zu den erfolgreichsten Verein werden sollte.

## Teilnehmer
Für die 1. Lig 1992/93 sind zu den aus der vorherigen Saison verbliebenen 13 Vereine die drei Aufsteiger aus der letzten Zweitligasaison dazugekommen. Die Aufsteiger waren die drei Zweitligameister Kocaelispor, Karşıyaka SK und Kayserispor. Während Kocaelispor und Kayserispor nach fünf bzw. sieben Jahren wieder in die 1. Lig zurückkehrten, erreichte Karşıyaka SK den direkten Wiederaufstieg.
| Verein                | Stadt     | Vorjahr    |
| --------------------- | --------- | ---------- |
| Beşiktaş Istanbul     | Istanbul  | Meister    |
| Fenerbahçe Istanbul   | Istanbul  | 2.         |
| Galatasaray Istanbul  | Istanbul  | 3.         |
| Trabzonspor           | Trabzon   | 4.         |
| Aydınspor             | Aydın     | 5.         |
| Bursaspor             | Bursa     | 6.         |
| Sarıyer GK            | Istanbul  | 7.         |
| MKE Ankaragücü        | Ankara    | 8.         |
| Altay Izmir           | Izmir     | 9.         |
| Gençlerbirliği Ankara | Ankara    | 10.        |
| Bakırköyspor          | Istanbul  | 11.        |
| Konyaspor             | Konya     | 12.        |
| Gaziantepspor         | Gaziantep | 13.        |
| Kocaelispor           | İzmit     | Aufsteiger |
| Karşıyaka SK          | Izmir     | Aufsteiger |
| Kayserispor           | Kayseri   | Aufsteiger |

## Abschlusstabelle
| Pl. | Verein                | Sp. | S  | U  | N  | Tore    | Diff. | Punkte |
| --- | --------------------- | --- | -- | -- | -- | ------- | ----- | ------ |
| 1.  | Galatasaray Istanbul  | 30  | 20 | 6  | 4  | 074:210 | +53   | 66     |
| 2.  | Beşiktaş Istanbul (M) | 30  | 19 | 9  | 2  | 068:230 | +45   | 66     |
| 3.  | Trabzonspor (P)       | 30  | 17 | 9  | 4  | 057:270 | +30   | 60     |
| 4.  | Kocaelispor (N)       | 30  | 17 | 8  | 5  | 056:300 | +26   | 59     |
| 5.  | Fenerbahçe Istanbul   | 30  | 18 | 4  | 8  | 075:410 | +34   | 58     |
| 6.  | Bursaspor             | 30  | 12 | 6  | 12 | 042:420 | ±0    | 42     |
| 7.  | Altay İzmir           | 30  | 11 | 4  | 15 | 034:400 | −6    | 37     |
| 8.  | MKE Ankaragücü        | 30  | 11 | 4  | 15 | 040:590 | −19   | 37     |
| 9.  | Sarıyer GK            | 30  | 10 | 5  | 15 | 039:450 | −6    | 35     |
| 10. | Gençlerbirliği Ankara | 30  | 9  | 8  | 13 | 041:560 | −15   | 35     |
| 11. | Gaziantepspor         | 30  | 10 | 5  | 15 | 040:560 | −16   | 35     |
| 12. | Kayserispor (N)       | 30  | 7  | 11 | 12 | 026:390 | −13   | 32     |
| 13. | Karşıyaka SK (N)      | 30  | 7  | 9  | 14 | 036:540 | −18   | 30     |
| 14. | Bakırköyspor          | 30  | 8  | 5  | 17 | 036:480 | −12   | 29     |
| 15. | Aydınspor             | 30  | 6  | 9  | 15 | 023:500 | −27   | 27     |
| 16. | Konyaspor             | 30  | 2  | 10 | 18 | 029:850 | −56   | 16     |

Platzierungskriterien: 1. Punkte – 2. Tordifferenz – 3. geschossene Tore

| (M) | amtierender türkischer Meister        |
| (P) | amtierender türkischer Pokalsieger    |
| (N) | Neuaufsteiger aus der 2. Ligi 1991/92 |

## Kreuztabelle
Die Kreuztabelle stellt die Ergebnisse aller Spiele dieser Saison dar. Die Heimmannschaft ist in der linken Spalte aufgelistet und die Gastmannschaft in der obersten Reihe.
| 1992/93 | 1992/93               | Galatasaray Istanbul | Beşiktaş Istanbul | Trabzonspor | Kocaelispor | Fenerbahçe Istanbul | Bursaspor | Altay İzmir | MKE Ankaragücü | Sarıyer GK | Gençlerbirliği Ankara | Gaziantepspor | KAY | Karşıyaka SK | Bakırköyspor | Aydınspor | Konyaspor |
| 1.      | Galatasaray Istanbul  |                      | 1:1               | 1:1         | 1:1         | 0:1                 | 4:2       | 1:2         | 3:0            | 4:0        | 5:2                   | 3:0           | 4:2 | 4:1          | 3:0          | 1:0       | 5:0       |
| 2.      | Beşiktaş Istanbul     | 1:3                  |                   | 1:2         | 4:1         | 2:0                 | 3:1       | 1:0         | 4:0            | 4:0        | 3:1                   | 2:0           | 1:0 | 1:0          | 1:0          | 2:0       | 7:0       |
| 3.      | Trabzonspor           | 1:0                  | 0:1               |             | 0:1         | 3:4                 | 3:0       | 1:0         | 3:1            | 4:0        | 3:1                   | 6:2           | 0:0 | 5:0          | 1:0          | 1:0       | 4:1       |
| 4.      | Kocaelispor           | 0:0                  | 0:2               | 0:0         |             | 2:1                 | 2:1       | 2:0         | 2:3            | 1:3        | 1:1                   | 1:2           | 7:2 | 0:0          | 1:0          | 1:0       | 5:0       |
| 5.      | Fenerbahçe Istanbul   | 1:4                  | 1:1               | 0:1         | 4:0         |                     | 1:1       | 3:1         | 1:2            | 0:1        | 3:4                   | 1:1           | 3:2 | 7:1          | 4:0          | 1:1       | 5:2       |
| 6.      | Bursaspor             | 1:3                  | 0:3               | 0:0         | 0:2         | 2:1                 |           | 4:0         | 1:1            | 1:0        | 3:2                   | 4:0           | 1:0 | 0:1          | 3:0          | 1:0       | 1:1       |
| 7.      | Altay İzmir           | 1:0                  | 2:3               | 1:3         | 1:2         | 0:1                 | 1:3       |             | 1:0            | 0:0        | 2:0                   | 5:0           | 3:0 | 2:1          | 2:2          | 0:0       | 2:1       |
| 8.      | MKE Ankaragücü        | 0:8                  | 0:6               | 5:2         | 0:3         | 0:4                 | 0:1       | 2:0         |                | 2:1        | 0:2                   | 2:0           | 0:0 | 0:5          | 1:0          | 4:0       | 8:0       |
| 9.      | Sarıyer GK            | 0:0                  | 0:1               | 2:2         | 0:1         | 2:4                 | 1:3       | 2:0         | 3:5            |            | 1:1                   | 2:0           | 1:0 | 3:0          | 0:1          | 4:1       | 3:0       |
| 10.     | Gençlerbirliği Ankara | 0:3                  | 0:0               | 2:2         | 2:3         | 2:2                 | 2:2       | 3:2         | 2:0            | 1:0        |                       | 1:0           | 0:4 | 1:1          | 1:0          | 4:1       | 1:0       |
| 11.     | Gaziantepspor         | 0:5                  | 0:0               | 1:2         | 0:2         | 2:3                 | 1:0       | 1:2         | 1:2            | 3:1        | 4:0                   |               | 2:1 | 1:0          | 1:5          | 5:0       | 6:2       |
| 12.     | Kayseri Erciyesspor   | 1:1                  | 2:3               | 0:1         | 0:0         | 0:3                 | 2:1       | 1:0         | 1:0            | 0:3        | 1:0                   | 1:1           |     | 1:1          | 1:0          | 1:1       | 1:1       |
| 13.     | Karşıyaka SK          | 1:2                  | 2:2               | 3:2         | 0:4         | 2:3                 | 2:2       | 0:1         | 0:0            | 1:1        | 3:0                   | 2:3           | 0:1 |              | 1:1          | 0:2       | 2:1       |
| 14.     | Bakırköyspor          | 0:1                  | 3:6               | 0:3         | 3:4         | 1:3                 | 2:1       | 1:0         | 1:2            | 3:1        | 3:2                   | 0:0           | 0:0 | 1:2          |              | 1:1       | 5:0       |
| 15.     | Aydınspor             | 1:3                  | 1:1               | 1:1         | 0:6         | 0:2                 | 0:1       | 0:1         | 2:0            | 2:0        | 3:2                   | 0:0           | 1:1 | 1:0          | 0:0          |           | 2:1       |
| 16.     | Konyaspor             | 0:1                  | 2:2               | 0:0         | 1:1         | 1:5                 | 1:1       | 2:2         | 2:1            | 0:4        | 1:1                   | 1:3           | 0:0 | 2:2          | 1:3          | 5:2       |           |

## Torschützenkönig
Tanju Çolak wurde im Trikot von Fenerbahçe Istanbul in der Saison 1992/93 mit 27 Toren Torschützenkönig. Diesen Titel erhielt er zum fünften und letzten Mal in seiner Karriere.
|    | Spieler         | Verein                | Tore |
| -- | --------------- | --------------------- | ---- |
| 1. | Tanju Çolak     | Fenerbahçe Istanbul   | 27   |
| 2. | Feyyaz Uçar     | Beşiktaş Istanbul     | 19   |
| 2. | Hakan Şükür     | Galatasaray Istanbul  | 19   |
| 4. | Ergun Kula      | Kocaelispor           | 18   |
| 4. | Saffet Sancaklı | Kocaelispor           | 18   |
| 6. | Levent Kurt     | MKE Ankaragücü        | 16   |
| 7. | Hasan Çelik     | Gaziantepspor         | 15   |
| 7. | Zafer Tüzün     | Bakırköyspor          | 15   |
| 9. | Hayrettin Aksoy | Gençlerbirliği Ankara | 14   |
| 9. | Aykut Kocaman   | Fenerbahçe Istanbul   | 14   |

## Die Meistermannschaft Galatasaray Istanbul
| Galatasaray Istanbul | Galatasaray Istanbul |
| -------------------- | --- |
|                      | - Tor: Hayrettin Demirbaş (30 Spiele/kein Tor); Nezih Ali Boloğlu (–/–) - Abwehr: Yusuf Altıntaş (22/2); İsmail Demiriz (13/-); Bülent Korkmaz (29/1); Mert Korkmaz (23/–); Reinhard Stumpf (26/2) - Mittelfeld: Muhammet Altıntaş (11/–); Okan Buruk (15/0); Falko Götz (28/12); Hamza Hamzaoğlu (26/2); Suat Kaya (8/–); Tugay Kerimoğlu (25/5); Erdal Keser (16/3); Seyfettin Kurtulmuş (1/–); Uğur Tütüneker (20/2); Tayfun Hut (1/–)1; Nesim Özgür (–/–)1; Hüseyin Ürküten (–/–)1 - Angriff: Elvir Bolić (8/2)1; Şevket Candar (10/1); Arif Erdem (15/3); Torsten Gütschow (15/10); Mustafa Kocabey (15/10); Hakan Şükür (30/19) - Trainer: Karl-Heinz Feldkamp () 1Bolić, Hut, Özgür und Ürküten bestritten nur die erste Saisonhälfte für Galatasaray Istanbul bzw. verließen die Saison unmittelbar nach dem Saisonstart |